# Dicyphus globulifer
Dicyphus globulifer är en insektsart som först beskrevs av Carl Fredrik Fallén 1829.  Dicyphus globulifer ingår i släktet Dicyphus, och familjen ängsskinnbaggar. Arten är reproducerande i Sverige.